# Antônio Pinto de Mendonça
Antônio Pinto de Mendonça (Aracati, bat. 4 de abril de 1803 — Quixeramobim,  15 de abril de 1872) foi sacerdote católico e político brasileiro.
Foi 1º vice-presidente da província do Ceará, exercendo a presidência interinamente de 9 de abril a 6 de maio de 1861.
Foi deputado geral pela Província do Ceará em cinco legislaturas não consecutivas (3ª, 5ª, 6ª, 10ª e 12ª). Seu filho, com mesmo nome e também membro do Partido Conservador, também foi eleito deputado geral na 18ª e 19ª Legislaturas.